# Rineloricaria jaraguensis
Rineloricaria jaraguensis es una especie de peces de la familia Loricariidae en el orden de los Siluriformes.

## Morfología
Los machos pueden llegar alcanzar los 18,5 cm de longitud total.

## Distribución geográfica
Se encuentra en Santa Catarina (Brasil ).